# Amare amaro
Amare amaro è un film del 2018 diretto da Julien Paolini.
Uscito nelle sale francesi a febbraio 2020 e su Amazon Prime Video il 14 febbraio 2021, Amare Amaro è il primo lungometraggio del regista. Questo dramma dagli accenti western è stato positivamente accolto dalla critica francese e ha vinto il Grand Prix du Polar de Cognac. Il film racconta la lotta di un panettiere francese in nome della sua famiglia contro la brutalità delle tradizioni del suo paesino siciliano. Adattato da Antigone di Sofocle, Amare Amaro esplora il tema della multicultura ed è stato selezionato in concorso al Festival di Taormina, Vancouver, Cinémed, Saint-Jean de Luz e Villerupt.

## Trama
Sono 5 anni che Gaetano, giovane taciturno d'origine francese, è tornato in Sicilia per occuparsi del panificio familiare a causa dei problemi di salute di suo padre. Si occupa di lui senza ricevere aiutato dal fratello maggiore, piccolo delinquente locale. Quando quest'ultimo muore provocando la morte del parroco del paese, Gaetano si deve occupare della sua sepoltura. Ma Enza, sindaca e autorità locale legata alla malavita, gli rifiuta il diritto di farlo riposare nella tomba di famiglia. Un conflitto turbato dal folle amore che Anna, la figlia di Enza, prova per Gaetano. Ma il Francese (come la piccola comunità del paese siciliano l’ha soprannominato) è testardo. È ben deciso ad adempiere i suoi doveri familiari a qualunque costo per l’onore di suo padre, mettendo in pericolo se stesso e la sua famiglia.

## Riconoscimenti
- Festival Polar de Cognac
  - 2018 - Grand Prix [7]
- Festival International du film de Saint-Jean de Luz
  - 2018 - Candidatura al Grand Prix
  - 2018 - Candidatura al Premio della regia
  - 2018 - Candidatura al Premio del pubblico
- Festival du cinéma méditerranéen de Montpellier
  - 2018 - Candidatura al Premio degli studenti per l'opera prima
  - 2018 - Candidatura al Premio del pubblico Midi Libre
- Taormina Film Fest
  - 2019 - Candidatura al Miglior Film, Miglior Regista
- Vancouver International Film festival
  - 2019 - Candidatura al BC Emerging Filmmaker Award.[8]
- Festival du Film Italien de Villerupt
  - 2019 - Candidatura al Premio della Critica